# Gräfendorf (Gräfendorf)
Gräfendorf ist ein Gemeindeteil der Gemeinde Gräfendorf im unterfränkischen Landkreis Main-Spessart in Bayern.

## Geographie

### Lage
Das Pfarrdorf liegt 165 m ü. NHN zwischen Gemünden am Main und Hammelburg an der Einmündung der Kreisstraße MSP 17 in die Staatsstraße 2302.

### Nachbargemarkungen
Nachbargemarkungen im Uhrzeigersinn im Norden beginnend sind Dittlofsroda, Waizenbach, Michelau an der Saale, Schonderfeld und Burgsinn.

### Gewässer
In die durch den Ort fließende und südlich des Ortes von rechts in die Fränkische Saale mündende Schondra fließen am nördlichen Gemarkungsrand von rechts der Gegelsbach und in der Mitte des Gemarkungsgebiets von rechts der Hengstbach. Außerdem münden am östlichen Gemarkungsrand der Waizenbach, in den am nordöstlichen Gemarkungsrand von rechts der Eidenbach fließt, von rechts und am westlichen Gemarkungsrand der Fischbach von rechts in die Fränkische Saale.

## Geschichte
Gräfendorf war eine Gemeinde im Landkreis Gemünden am Main bis zu dessen Auflösung. Seit dem 1. Juli 1972 gehört Gräfendorf zum Landkreis Main-Spessart. Am 9. Januar 2017 hatte das Dorf 667 Einwohner mit Hauptwohnsitz.

## Religion
Gräfendorf ist katholisch geprägt. Die Pfarrei Heilige Schutzengel (Pfarreiengemeinschaft Sodenberg, Wolfsmünster) gehört zum Dekanat Karlstadt. Zusätzlich gehört die evangelische Michaelskirche (Pfarrei Gemünden) zum Dekanatsbezirk Lohr.